# Mugen-Honda MF301H
Il Mugen-Honda MF-301H è un motore endotermico a ciclo otto usato da tre diverse scuderie per competere nel campionato mondiale di Formula 1. È stato prodotto in 6 diverse versioni: la prima è l'originale, le altre sono evoluzioni in potenza e portano una lettera dalla A alla E dopo la H. È stato usato dal 1995 al 2000 nelle sue diverse versioni. Vanta 1 doppietta, 3 vittorie singole e 11 podi.

## Contesto
In origine, Mugen forniva la serie MF351H come un motore conforme al regolamento F1 "Motore aspirato da 3,5 litri" in quel momento dal 1992, ma dal 1995 la modifica del regolamento ha aumentato il limite superiore della cilindrata del motore a 3 litri. La cilindrata fu abbassata, ed è questa serie che è apparsa in una forma che la corrisponde. Il design è stato realizzato principalmente da Tomoyuki Hashimoto (in seguito presidente di M-TEC), che all'epoca era un ricercatore presso Honda R & D. La potenza del motore e il peso, che era nominalmente "680 CV, 137 kg" nel primo modello (MF301H) nel 1995, si sono evoluti ai "773 CV, 121 kg" nominali nel modello finale (MF301HE) nel 2000. C'è un po' 'di disaccordo sulla produzione effettiva, e Jordan (a quel tempo) e Gary Anderson hanno testimoniato che "(all'inizio del 1998) ho sentito da un tester da banco che' ho solo 688bhp '." Tuttavia, in ogni caso, da nella seconda metà della stagione 1998, ha raggiunto un livello tale da poter competere con motori di altri produttori.

## Ligier JS41
Alla Ligier JS41 (dell'anno 1995) si fornì la prima versione del motore, ovvero quella originale, che aveva una potenza stimata di 680 cavalli a 13500 giri al minuto. Quella stagione si ottennero 2 podi in Belgio e in Australia, ma si ottennero anche molti ritiri, essendo quella la prima stagione con la nuova cilindrata.

## MF-301 HA
L'anno successivo, sempre con la fornitura a Ligier (quella stagione fu l'ultima per il team francese), si migliorò la potenza di 10 cavalli, portandola a 690 cavalli. La stagione fu avara di soddisfazioni se si esclude il rocambolesco Gran Premio di Monaco, dove Panis vinse una gara che terminarono solo in 4.

## MF-301 HB
Per il 1997 si incrementò la potenza a 710 cavalli, e si fornì il motore alla neonata Prost Gp, che aveva da poco comprato il team Ligier. Si ottennero solo 2 podi e molti ritiri quella stagione.

## MF-301 HC
Nel 1998, a causa di un accordo tra Prost Gp e Jordan, la fornitura del motore finì a quest'ultimo team. In termini di potenza, ad inizio stagione pagava un gap difficile da colmare rispetto alla concorrenza, che poi fu diminuito durante la stagione. In quell'anno vi fu l'unica doppietta nella storia di quel motore nel Gran Premio del Belgio, che unito al podio di Schumacher e al 6º posto di Hill in Italia fece in modo che oltre la metà dei punti fossero ottenuti solo da quei due gran premi.

## MF-301 HD
Per il 1999 la potenza del motore, a quanto si può leggere da un comunicato tra Honda e Mugen, fu aumentata a 790 cavalli. Questo incremento di potenza e di affidabilità notevole (in passato avevano patito molti ritiri), unito ad una Jordan molto performante, consentì a Heinz-Harald Frentzen di lottare per il mondiale fino a due gare dalla fine, ovvero al Nürburgring, e di arrivare 3° nel mondiale piloti. Hill patì invece la sfortuna di ritirarsi in molte gare, in quella che fu la sua ultima stagione in Formula 1. Grazie a ciò il team si piazzò al 3º posto nel mondiale costruttori.

## MF-301 HE
Per il 2000, che sarebbe stato l'ultimo anno di motorizzazione a Jordan e in F1, si decise di aumentare la potenza a 770 cavalli. Purtroppo ad un simile aumento di potenza non corrispose ad un aumento di performance, spesso per mancanza di affidabilità del motore. L'ultima stagione in Formula Uno si chiuse con il 6º posto per la Jordan, che ne era motorizzata.